# Koźminiec (gromada)
Koźminiec – dawna gromada, czyli najmniejsza jednostka podziału terytorialnego Polskiej Rzeczypospolitej Ludowej w latach 1954–1972.
Gromady, z gromadzkimi radami narodowymi (GRN) jako organami władzy najniższego stopnia na wsi, funkcjonowały od reformy reorganizującej administrację wiejską przeprowadzonej jesienią 1954 do momentu ich zniesienia z dniem 1 stycznia 1973, tym samym wypierając organizację gminną w latach 1954–1972.
Gromadę Koźminiec z siedzibą GRN w Koźmińcu utworzono – jako jedną z 8759 gromad na obszarze Polski – w powiecie krotoszyńskim w woj. poznańskim, na mocy uchwały nr 27/54 WRN w Poznaniu z dnia 5 października 1954. W skład jednostki wszedł obszar dotychczasowej gromady Koźminiec i miejscowość Trzebowa (karta 1 obrębu Nr 162) z dotychczasowej gromady Koryta ze zniesionej gminy Ligota oraz obszar dotychczasowej gromady Izbiczno ze zniesionej gminy Dobrzyca w powiecie krotoszyńskim, ponadto niektóre parcele z kart  1 i 2 obrębu Karmin Nr 81 z dotychczasowej gromady Karmin I oraz niektóre parcele z karty 1 obrębu Gustawów z dotychczasowej gromady Karmin II ze zniesionej gminy Pleszew w powiecie jarocińskim w tymże województwie. Dla gromady ustalono 14 członków gromadzkiej rady narodowej.
1 stycznia 1956 gromada weszła w skład nowo utworzonego powiatu pleszewskiego w tymże województwie.
1 stycznia 1962 z gromady Koźminiec wyłączono miejscowości Karminiec i Trzebowa, włączając je do gromady Sośnica w tymże powiecie, po czym gromadę Koźminiec zniesiono, a jej (pozostały) obszar włączono do gromady Dobrzyca tamże.